# Smerinthus caecus
Smerinthus caecus är en fjärilsart som beskrevs av Ménétriés 1857. Smerinthus caecus ingår i släktet Smerinthus och familjen svärmare. Inga underarter finns listade i Catalogue of Life.